# Govind Dajiba Bhalerao
Govind Dajiba Bhalerao (Marathi गोविंद दाजीबा भालेराव; geb. 10. Dezember 1897 in Wardha; gest. 6. Dezember 1948) war ein indischer Zoologe und Parasitologe.

## Leben
Bhalerao besuchte die Schule in seiner Heimatstadt Wardha und ging dann an das Hislop College in Nagpur. Er erwarb 1920 den B.Sc. an der University of Allahabad. Da diese Universität zu dieser Zeit keine weiterführende Ausbildung in Zoologie anbot, wechselte er an das damals noch selbstständige Muir Central College in Allahabad, welches erst 1921 mit der University of Allahabad fusionierte. Am Muir Central College forschte er bei W. N. F. Woodland und erwarb dort den M.Sc. Um seinen wissenschaftlichen Horizont zu erweitern, ging er 1935 nach England an die London School of Hygiene & Tropical Medicine und arbeitete beim damals führenden Helminthologen Robert Thomson Leiper. Er erwarb den Ph.D. und später den D.Sc. an der University of London. Zudem graduierte er zum D.Sc. an der University of Allahabad.
Kurz nach seinem M.Sc. nahm er eine Stelle als Dozent für Biologie am Hislop College Nagpur an. Vorübergehend war er am University College Rangoon (Burma) und am College of Science in Nagpur tätig. In Rangoon kam er mit F. J. Meggitt in Kontakt, der seine Karriere förderte und sein Interesse an Helminthologie weckte. Hier publizierte er seine ersten Arbeiten zu Saugwürmern. 1930 gab er seine Position in der Lehre auf und nahm eine Stelle als Helminthologe am Indian Veterinary Research Institute in Mukteswar an, die er bis zu seinem plötzlichen Tod infolge eines Herzinfarkts innehatte.
In Mukteswar gab es eine umfangreiche Sammlung von Helminthen aus allen Landesteilen, eine hervorragende Bibliothek und gut ausgestattete Laboratorien. Bhalerao publizierte einige Arbeiten zu neuen Arten und Revisionen zur Systematik und Artbestimmung. Seine Forschungsarbeiten fasste er 1935 zur Monographie Helminth Parasites of Domesticated Animals in India zusammen, deren zweite aktualisierte Ausgabe er ebenfalls noch bearbeitete. 1938 war Bhalerao mit dem Band zu Saugwürmern der Fauna of Britsh India beschäftigt, für die er umfangreiches Material und Literatur zusammenstellte. Zum Zeitpunkt seines Todes war diese Arbeit bereits in einem fortgeschrittenen Stadium, er konnte sie aber nicht mehr beenden.
Bhalerao war Mitglied mehrerer wissenschaftlicher Gesellschaften und Regierungskommissionen. Er leitete die Zoologie-Sektion des Indian Science Congress 1947 und war anschließend Präsident der Medical and Veterinary Section dieser Institution.